# Dimanche du fils prodigue
Le Dimanche du fils prodigue est une célébration des Églises d'orient — Églises orthodoxes et Églises catholiques de rite byzantin —, partie de la liturgie de Pâques. Elle précède le dimanche de Pâques de neuf semaines (P - 63). C'est le second dimanche du petit carême après le dimanche du Pharisien et du Publicain et avant le dimanche du Pardon.

## Célébration

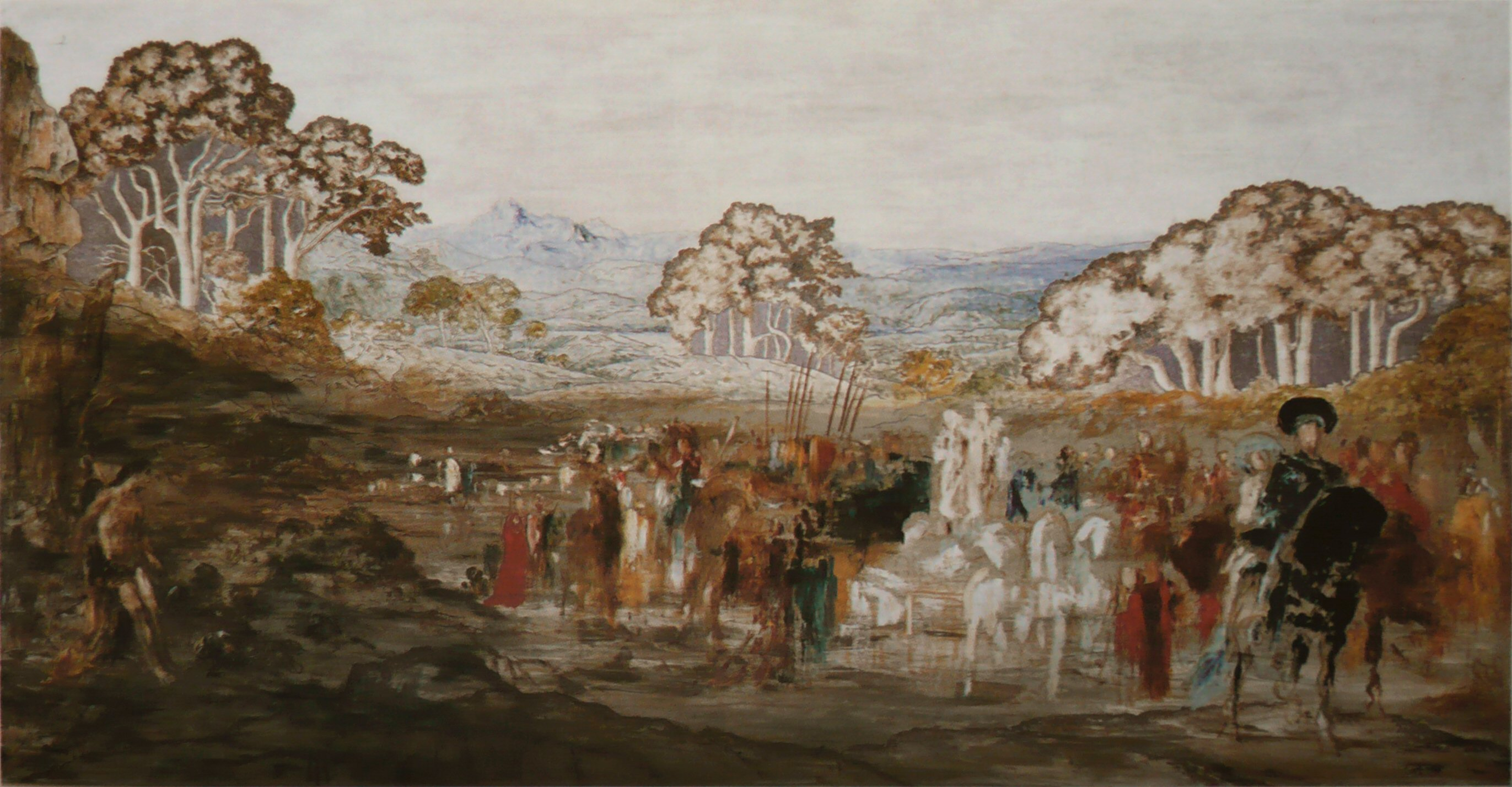
Gustave Moreau - L'Enfant prodigue. Le retour du Fils prodigue.

La période du petit carême, dont ce dimanche marque le milieu, est une période préparatoire au Grand Carême. Ce dimanche et la semaine qui suit sont consacrés à la réflexion sur la bonté de Dieu qui recevra ceux qui ont péché et se repentent, comme il a reçu le fils prodigue (Évangile de Luc 15:11–32). Les rideaux de l'autel des Églises arméniennes orthodoxes sont fermés, la Divine Liturgie est célébrée à l'abri du regard des fidèles et l'Eucharistie n'est pas distribuée.

## Hymnographie

### StichèresauLucernairedesvêpres(ton 1)
J'étais dans le vivant pays de l'innocence 

- mais j'ai semé le péché sur la terre 

- J'ai récolté sous la faucille les épis de la négligence 

- J'ai fait des meules avec les gerbes de mes actes 

- et ne les ai pas étendues sur l'aire du repentir 

- Mais je Te prie, notre Dieu qui es avant les siècles et cultives le monde 

- vanne au vent de ta miséricorde la paille de mes œuvres 

- verse dans mon âme le blé de l'absolution 

- porte moi dans les greniers du ciel et sauve moi. 

Reconnaissons frères la puissance du mystère 

- Du péché le fils prodigue revient vers le foyer paternel 

- Toute bonté, le Père part à sa rencontre et l'embrasse 

- Il lui rend les signes de sa gloire 

- et comble de joie mystique ceux qui sont en haut en immolant le veau gras 

- pour que notre vie soit digne d'être au Père qui sacrifia en son amour de l'homme 

- et à la victime glorieuse, le Sauveur le nos âmes.

### Kontakion(Ton 3)
Quittant follement ta gloire paternelle 

dans le mal j'ai dispersé la richesse que Tu m'avais donnée 

Et je Te dis les paroles du fils prodigue 

J'ai péché contre Toi, Père compatissant 

Reçois-moi qui me repens 

Et fais de moi l'un de tes serviteurs. 

### Ikos
Chaque jour le Sauveur nous enseigne de sa voix. 

Écoutons les Écritures, l'histoire du fils prodigue qui revint à la sagesse. 

Dans la foi imitons son bon repentir. 

Dans l'humilité du cœur disons à Celui qui voit tous les secrets : 

Nous avons péché contre Toi, Père compatissant et nous ne sommes plus dignes d'être appelés tes enfants.

Mais par nature Tu aimes l'homme. Reçois-moi - Et fais de moi l'un de tes serviteurs.

### Lectures
- Première épître de Paul aux Corinthiens, 6, 12-20.
- Évangile selon Luc, 15, 11-32.